# Њу Балтимор (Мичиген)
Њу Балтимор (Мичиген) (енгл. New Baltimore) град је у америчкој савезној држави Мичиген. По попису становништва из 2010. у њему је живело 12.084 становника.

## Демографија
Према попису становништва из 2010. у граду је живело 12.084 становника, што је 4.679 (63,2%) становника више него 2000. године.
| Група             | 2000.         | 2010.          |
| Белци             | 7.110 (96,0%) | 11.224 (92,9%) |
| Афроамериканци    | 39 (0,5%)     | 332 (2,7%)     |
| Азијати           | 35 (0,5%)     | 104 (0,9%)     |
| Хиспаноамериканци | 99 (1,3%)     | 221 (1,8%)     |
| Укупно            | 7.405         | 12.084         |